# Bursera howellii
Bursera howellii är en tvåhjärtbladig växtart som beskrevs av Standley. Bursera howellii ingår i släktet Bursera och familjen Burseraceae. Inga underarter finns listade i Catalogue of Life.